# Beatriz Sarlo
Beatriz Sarlo (Buenos Aires, 29 marzo 1942 – Buenos Aires, 17 dicembre 2024) è stata una giornalista, scrittrice e saggista argentina nell'ambito della critica letteraria e culturale, vincitrice, inoltre, del Premio Konex de Platino, del Premio Pluma de Honor dell'Accademia Nazionale di Giornalismo dell'Argentina e del Premio Internazionale "Pedro Henríquez Ureña" nel 2015, conferitole dal Governo della Repubblica Dominicana.

## Biografia
Si laureò in lettere presso l'Università di Buenos Aires.
Iniziò a lavorare presso il Centro Editor de América Latina verso la fine degli anni sessanta. Tra il 1972 ed il 1976 fu parte integrante della direzione della rivista ''Los Libros''. Fu inoltre professoressa di letteratura argentina presso la Facoltà di Lettere e Filosofia dell'Università di Buenos Aires dalla riapertura democratica fino al 2003.
Fu docente anche presso la Columbia University, l'Università della California - Berkeley, l'Università del Maryland e l'Università del Minnesota e fu collaboratrice sia presso il Wilson Center a Washington sia del progetto "Simón Bolívar Professor of Latin American Studies" presso l'Università di Cambridge.
Fece parte del gruppo di intellettuali critici latinoamericani, concentrando il proprio interesse sugli studi sulla postmodernità del subcontinente, quella che lei stessa definì ''modernità periferica''. Il libro omonimo insieme a ''Escenas de la vida posmoderna'' le valsero la consacrazione all'interno dell'ambito accademico.
Oltre ai suoi testi ed alle sue rubriche, scrisse testi nelle principali riviste di cultura argentine e latinoamericane riguardanti le trasformazioni socio-culturali generate sia dalla crisi della modernità che dagli effetti del neoliberalismo. Il modo in cui si verifica la reificazione dei codici sociali fa spazio alla comprensione su come il capitale sia un ordinamento a scapito delle obsolete e decadenti istituzioni sociali di oggi.
Questa crisi delle istituzioni rappresenta una svolta per la modernità periferica. Da questo punto di vista, c'è una considerazione condivisa sull'analisi della cultura latinoamericana attuale tra lei ed altri autori come Néstor García Canclini, Jesús Martín-Barbero e Carlos Monsiváis. Collaborò con il Centro Editor de América Latina, fondando il team PdV (Punto di Vista) ed un altro ancora, a partire dalla fine del 1976 e durante tutto il 1977. Nell'agosto del 1978, quando PdV era in procinto di far uscire il suo terzo numero, scomparve tutta l'Avanguardia Comunista e, quando poi furono assassinati dal Terrorismo di Stato, vennero fatti scomparire l'intero comitato centrale e la guida politica. Nel 1980 Carlo Altamirano, colui con cui Sarlo condivise la redazione nelle riviste Los Libros e Punto de Vista, viaggiò per riuscire a mettersi in contatto con gli esiliati in Messico del gruppo Pasado y Presente e, nel 1981, anche Sarlo si recò lì con il medesimo scopo.
Diresse per trent'anni (1978-2008) la rivista Punto de vista, che fu strumento di divulgazione dei nuovi approcci teorici nel campo delle scienze sociali e degli studi riguardanti la cultura e la letteratura.
Pubblicò inoltre articoli sui giornali La Nación y Perfil e sulla rivista Noticias.
Ad inizio 2012 firmò, accanto ad altri intellettuali argentini, un testo, nel quale veniva criticata la politica ufficiale argentina sulla tematica delle Isole Falkland, evidenziando il fatto che anche gli abitanti delle isole possiedono i propri diritti e meritano di essere sostenuti. A marzo 2012, in occasione della commemorazione del 30º Anniversario della Guerra di Malvinas, firmò un documento secondo il quale sosteneva la disapprovazione della dichiarazione della giornata del 2 aprile come 'Giornata dei veterani e dei caduti in guerra a Malvinas'.
Durante la celebrazione, la presidentessa Cristina Fernández de Kirchner criticò la protesta, definendola come una sommossa di "voci minoritarie" che "cercano di mettere in dubbio la sovranità" sull'arcipelago. Sarlo criticò anche il governo di Mauritius Macri e, per quanto riguarda la nomina per decreto di due giudici alla Corte Suprema da parte del presidente, commentò la vicenda: "Mi addolora e mi rattrista".
Beatriz Sarlo morì a Buenos Aires il 17 dicembre 2024 per le conseguenze di un ictus all'età di 82 anni.

## Opere
- [con Carlos Altamirano] Literatura-sociedad (Buenos Aires: Edicial, 1982).
- [con Carlos Altamirano] Ensayos argentinos: de Sarmiento a la Vanguardia (Buenos Aires: Ceal, 1983; Buenos Aires: Ariel, 1997).
- El imperio de los sentimientos: Narraciones de circulación periódica en la Argentina, 1917-1927 (Buenos Aires: Catálogos, 1985; 2000; Buenos Aires: Siglo XXI, 2011). ISBN 978-950-9314-07-8
- Una modernidad periférica: Buenos Aires, 1920 y 1930 (Buenos Aires: Nueva Visión, 1988).
- [con Carlos Altamirano] Conceptos de sociología literaria (Buenos Aires: CEDAL [Centro Editor de América Latina], 1990).
- La imaginación técnica: Sueños modernos de la cultura argentina (Buenos Aires: Nueva Visión, 1992).
- Borges, un escritor en las orillas (1993; Buenos Aires: Ariel, 1995; 1998).
- Escenas de la vida posmoderna: Intelectuales, arte y videocultura en la Argentina (Buenos Aires: Ariel, 1994; 2004).
- Martín Fierro y su crítica: Antología (Buenos Aires: Centro editor de América Latina, 1994).
- Instantáneas: Medios, ciudad y costumbres en el fin de siglo (Buenos Aires: Ariel, 1996).
- La máquina cultural: Maestras, traductores y vanguardistas (Buenos Aires: Ariel, 1998).
- Siete ensayos sobre Walter Benjamin (Buenos Aires: Fondo de Cultura Económica, 2000). ISBN 978-950-557-383-7
- La batalla de las ideas, 1943-1973 (Buenos Aires: Ariel, 2001).
- Tiempo presente (Buenos Aires: Siglo XXI, 2001).
- La pasión y la excepción (Buenos Aires: Siglo XXI, 2003).
- Tiempo pasado: Cultura de la memoria y giro subjetivo (Buenos Aires: Siglo XXI, 2005).
- Escritos sobre literatura argentina (Buenos Aires, Siglo XXI, 2007).
- La ciudad vista: Mercancías y cultura urbana (Buenos Aires, Siglo XXI, 2009).
- La audacia y el cálculo: Kirchner 2003-2010 (Buenos Aires: Sudamericana, 2011).
- Signos de pasión: Claves de la novela sentimental del Siglo de las Luces a nuestros días (Buenos Aires: Biblos, 2012).
- Ficciones argentinas: 33 ensayos (Buenos Aires: Mardulce, 2012).
- Plan de operaciones. Sobre Borges, Benjamin, Barthes y Sontag (14 testi; (Ediciones UDP, Santiago de Chile, 2016).
- Viajes: De la Amazonia a Malvinas (Buenos Aires: Seix Barral, 2014).
- Zona Saer (UDP, Santiago de Chile, 2016).
- La intimidad pública (Seix Barral, 2018).
- [con Santiago Kalinowski] La lengua en disputa. Un debate sobre el lenguaje inclusivo. (Ediciones Godot, Buenos Aires, 2019). ISBN 978-987-4086-81-5.

## Premi
- Beca Guggenheim.[14]
- Premio alla Carriera del Fondo Nacional de las Artes.
- Premio José Donoso dell'Università di Talca.
- Premio Konex - Riconoscimento per Saggio Letterario consegnato dalla Fundación Konex, 1994.[15]
- Premio Konex - Riconoscimento per la Teoria Linguistica e Letteraria consegnato dalla Fundación Konex, 1996.
- Premio Konex de Platino per Saggio Letterario, 2004.
- Orden do Merito Cultural, grado Gran Cruz, de la República de Brasil, 2009.
- Premio a la Libertad de Expresión consegnato da Editorial Perfil, 2011.
- Premio Pluma de Honor consegnato dall'Academia Nacional de Periodismo, 2013.
- Premio Konex - Riconoscimento per Saggio Letterario consegnato dalla Fundación Konex, 2014.
- Premio Internazionale Pedro Henríquez Ureña, consegnato dal Ministero della Cultura e dal Governo della Repubblica Dominicana, 2015.

Nel 2013 ricevette il riconoscimento più importante da parte dell'Accademia Nazionale di Giornalismo dell'Argentina, consistente in un artigianato appositamente realizzato dall'argentiere Juan Carlo Pallarols.
Il Premio Pluma de Honor conferisce valore a coloro che contribuiscono al consolidamento ed al sostentamento della stampa indipendente come istituzione sociale e culturale che integra il sistema repubblicano e democratico.